# Шалений патруль
«Шалений патруль» (англ. Ride Along, дослівно «Спільна поїздка») — американський комедійний бойовик режисера Тіма Сторі, що вийшов 2014 року. У головних ролях Ice Cube, Кевін Гарт, Тіка Самптер.
Вперше фільм продемонстрували 17 січня 2014 року у США. В Україні у широкому кінопрокаті показ фільму розпочався 10 квітня 2014 року.

## Сюжет
Детектив поліції Джеймс Пейтон займається розслідуванням контрабанди. Він крутий поліцейський, що займається серйозними справами. А Бен Барбер зустрічається з його сестрою Анджелою, працює охоронцем у старшій школі і понад усе хоче вступити до поліцейської академії. І щоб здаватись крутим в очах Джеймса, Бен погоджується на спільне патрулювання.

## Творці фільму

### У ролях
| Актор           | Роль                                           |
| --------------- | ---------------------------------------------- |
| Ice Cube        | Джеймс Пейтон, детектив поліції                |
| Кевін Гарт      | Бен Барбер, хлопець Анджели, охоронець у школі |
| Тіка Самптер    | Анджела Пейтон, сестра Джеймса і дівчина Бена  |
| Джон Легуізамо  | Сантьяго, детектив поліції, напарник Міґґса    |
| Браян Каллен    | Міґґс, детектив поліції, напарник Сантьяго     |
| Лоуренс Фішборн | Омар, бос сербських контрабандистів            |
| Брюс Макгілл    | Брукс, начальник відділу поліції Атланти       |

### Знімальна група
- Кінорежисер — Тім Сторі
- Сценаристи — Ґреґ Кулідж, Джейсон Манцукас, Філ Хей і Метт Манфреді
- Кінопродюсери — Метт Альварес, Ларрі Брезнер, Ice Cube і Вільям Пекер
- Виконовчі продюсери — Рональд Ґ. Мухаммед і Ніколас Стерн
- Композитор — Крістофер Леннерц
- Кінооператор — Ларрі Бленфорд
- Кіномонтаж — Крейґ Альперт
- Підбір акторів — Вікторія Томас
- Художник-постановник — Кріс Корнвелл
- Артдиректори — Пол Лютер Джексон і Роб Сіммонс
- Художник по костюмах — Секіна Браун[6].

## Сприйняття

### Оцінки
Фільм отримав загалом погані відгуки: Rotten Tomatoes дав оцінку 18 % на основі 121 відгуку від критиків (середня оцінка 4,2/10) і 59 % від глядачів зі середньою оцінкою 3,5/5 (98 177 голосів). Загалом на сайті фільми має погані оцінки, фільму зарахований «гнилий помідор» від кінокритиків і «розсипаний попкорн» від глядачів, Internet Movie Database — 6,1/10 (64 189 голосів), Metacritic — 41/100 (34 відгуки критиків) і 5,5/10 від глядачів (135 голосів). Загалом на цьому ресурсі від критиків і від глядачів фільм отримав змішані відгуки.

### Касові збори
Під час прем'єрного показу у США, що розпочався 17 січня 2014 року, протягом першого тижня фільм показали у 2 663 кінотеатрах і він зібрав 41 516 170 $, що на той час дозволило йому зайняти 1 місце серед усіх прем'єр. Показ фільму тривав до 17 квітня 2014 року, зібравши у прокаті у США 134 938 200 доларів США (за іншими даними 134 202 565), а у решті світу 19 530 702 $ (за іншими даними 19 530 700), тобто загалом 154 468 902 $ (за іншими даними 153 733 265) при бюджеті 25 млн доларів США.

### Нагороди та номінації
Стрічка отримала 7 номінацій, з яких перемогла в 1-ій.
| Нагороди і номінації фільму «Шалений патруль» | Нагороди і номінації фільму «Шалений патруль» | Нагороди і номінації фільму «Шалений патруль» | Нагороди і номінації фільму «Шалений патруль» | Нагороди і номінації фільму «Шалений патруль» | Нагороди і номінації фільму «Шалений патруль» |
| Рік                                           | Кінопремія / Кінофестиваль                    | Категорія / Нагорода                          | Номінант                                      | Результат                                     |                                               |
| --------------------------------------------- | --------------------------------------------- | --------------------------------------------- | --------------------------------------------- | --------------------------------------------- | --------------------------------------------- |
| 2014                                          | Teen Choice Awards                            | Найкращий актор: Комедія                      | Кевін Гарт                                    | Перемога                                      |                                               |
| 2014                                          | Teen Choice Awards                            | Найкращий актор: Комедія                      | Ice Cube                                      | Номінація                                     |                                               |
| 2014                                          | Teen Choice Awards                            | Комедія                                       | стрічка                                       | Номінація                                     |                                               |
| 2014                                          | Teen Choice Awards                            | Хімія                                         | Ice Cube і Кевін Гарт                         | Номінація                                     |                                               |
| 2014                                          | Teen Choice Awards                            | Hissy Fit                                     | Кевін Гарт                                    | Номінація                                     |                                               |

## Музика
Музику до фільму «Шалений патруль» написав Крістофер Леннерц, саундтрек  вийшов 14 січня 2014 року на лейблі «Back Lot Music».
| Список треків | Список треків                        | Список треків |
| #             | Назва                                | Тривалість    |
| ------------- | ------------------------------------ | ------------- |
| 1.            | «Ride Along»                         | 0:32          |
| 2.            | «Serbian Negotiations»               | 1:18          |
| 3.            | «Car Chase»                          | 2:08          |
| 4.            | «Ben’s First Ride Along»             | 0:55          |
| 5.            | «Police Academy Acceptance»          | 0:46          |
| 6.            | «Stranger Danger»                    | 3:11          |
| 7.            | «Ben’s Goodbyes»                     | 1:27          |
| 8.            | «Crazy Cody»                         | 2:51          |
| 9.            | «Ben Overhears the Prank»            | 2:11          |
| 10.           | «Strip Club Drama»                   | 3:06          |
| 11.           | «Interrogating Jay»                  | 1:35          |
| 12.           | «Drive To Warehouse»                 | 0:51          |
| 13.           | «Warehouse Pt. 1»                    | 4:24          |
| 14.           | «Warehouse Pt. 2»                    | 4:05          |
| 15.           | «Warehouse Pt. 3»                    | 1:52          |
| 16.           | «Ben To Hospital»                    | 1:34          |
| 17.           | «Shootout»                           | 3:19          |
| 18.           | «Omar At Angela’s / James Was Wrong» | 1:49          |
| 19.           | «Angela Held Hostage»                | 1:47          |
| 20.           | «Apartment Fight»                    | 1:44          |
| 21.           | «Omar Shot»                          | 2:14          |
| 43:39         |                                      |               |

### Виноски
1. 1 2  Ride Along: Release Info (англ.). Internet Movie Database. Процитовано 22 січня 2016.
2. 1 2  Шалений патруль. Kino-teatr.ua. Архів оригіналу за 10 квітня 2016. Процитовано 22 січня 2016.
3. 1 2 3 4 5 6  Ride Along (англ.). Box Office Mojo. Архів оригіналу за 6 липня 2019. Процитовано 22 січня 2016.
4. 1 2 3 4 5 6  Ride Along (2014) (англ.). The Numbers. Архів оригіналу за 12 травня 2019. Процитовано 22 січня 2016.
5. ↑  Ride Along (2014) (англ.). AllMovie. Архів оригіналу за 30 січня 2016. Процитовано 22 січня 2016.
6. ↑  Ride Along: Full Cast & Crew (англ.). Internet Movie Database. Архів оригіналу за 9 листопада 2015. Процитовано 22 січня 2016.
7. ↑  Ride Along (англ.). Rotten Tomatoes. Архів оригіналу за 26 листопада 2017. Процитовано 22 січня 2016.
8. ↑  Ride Along (англ.). Internet Movie Database. Архів оригіналу за 15 січня 2016. Процитовано 22 січня 2016.
9. ↑  Ride Along (англ.). Metacritic. Архів оригіналу за 5 березня 2016. Процитовано 22 січня 2016.
10. ↑  Ride Along: Awards (англ.). Internet Movie Database. Процитовано 22 січня 2016.
11. 1 2  http://www.imdb.com/title/tt1408253/
12. ↑  http://www.filmaffinity.com/en/film360987.html
13. ↑  http://www.ew.com/article/2014/01/27/ride-along-movie
14. ↑  filmmusicreporter (7 січня 2014). ‘Ride Along’ Soundtrack Details (англ.). Film Music Reporter. Архів оригіналу за 2 жовтня 2015. Процитовано 22 січня 2016.
15. ↑  Ride Along (Original Motion Picture Soundtrack) (англ.). Amazon.com, Inc. Процитовано 22 січня 2016.